# Softrans
Softrans este un operator feroviar privat cu sediul în Craiova, România. Compania operează 3 rame electrice Hyperion. Firma este deținută de producătorul de material rulant Softronic.

## Rute
- Craiova-București Nord-Brașov
- Craiova-București Nord-Constanța (în timpul sezonului estival)
- Craiova-Motru (anulate începând cu luna iunie 2018)

## Material rulant
Întregul material rulant al companiei este produs de firma-mamă. Rutele spre Brașov și Constanța sunt deservite cu rame electrice Hyperion (RES001, RES002 și RES003), iar ruta spre Motru a fost asigurată cu vagoane de tip 21-47 și o locomotivă EC Bo'Bo modernizată la Softronic, capabilă de 120 km/h, care este acum închiriată altui operator feroviar.
Trenurile care circulă pe rutele de interes turistic Craiova - București - Brașov / Constanța au în timpul sezonului diferite autocolante, promovând firme sau programe locale, acest fapt ajutând menținerea biletelor la un tarif redus. Pentru aceste rute se pune la dispoziție și un sistem de rezervare online în care se pot alege și locurile individual.
|  |  |  |  |